# Thalerommata splendens
Espèce
Thalerommata splendens est une espèce d'araignées mygalomorphes de la famille des Theraphosidae.

## Distribution
Cette espèce est endémique de Jamaïque. Elle se rencontre vers Cousins Cove.

## Description
La femelle holotype mesure 6,37 mm.

## Systématique et taxinomie
Cette espèce a été décrite par Bertani et Raven en 2023.

## Publication originale
- Bertani & Raven, 2023 : « On the genus Thalerommata Ausserer, 1875 (Araneae, Theraphosidae), with the description of six new species. » Zootaxa, no 5271(2), p. 201-230.